# Paolo Rondo-Brovetto
Paolo Rondo-Brovetto (* 1961 in Padua, Italien) ist ein italienischer Wirtschaftswissenschaftler.

## Leben
Paolo Rondo-Brovetto studierte Betriebswirtschaftslehre an der Wirtschaftsuniversität Luigi Bocconi in Mailand. Er war an der Wirtschaftsuniversität Luigi Bocconi unter anderem Verantwortlicher für internationale Projekte und arbeitete zusammen mit der Weltgesundheitsorganisation (WHO), der Europäischen Kommission (EU) und der Vereinten Nationen (UN). Er war Berater und Begleiter zahlreicher Reformprozesse von Regierungen in Osteuropa und dem Mittleren Osten.
Paolo Rondo-Brovetto wechselte 1999 von der Wirtschaftsuniversität Luigi Bocconi an die Alpen-Adria-Universität Klagenfurt auf den Lehrstuhl Öffentliche Betriebswirtschaftslehre (Public, Nonprofit und Health Management).

## Schriften
- Beiträge zur Reform der Kärntner Landesverwaltung , Manz'Sche 2002, ISBN 3214087223, zusammen mit Magdalena Bleyer, Peter Bußjäger, Jörg Haider, Michael Potacs
- Führung und Steuerung öffentlicher Unternehmen.: Probleme, Politiken und Perspektiven entlang des Privatisierungsprozesses, Logos Berlin 2005, ISBN 3832508392
- Beiträge zur Abfallwirtschaft in Kärnten, Manz'Sche 2003, ISBN 3214087231, zusammen mit Michael Potacs
- Öffentlicher Dienst in Kärnten: Rechtliche und ökonomische Aspekte einer wirkungsorientierten Verwaltung, Manz'Sche 2006, ISBN 3214087258, zusammen mit Michael Potacs